# Diaphanopsyche
Diaphanopsyche é um gênero de mariposa pertencente à família Acrolophidae.